# Adare Glacier
Adare Glacier är en glaciär i Antarktis. Den ligger i Östantarktis. Nya Zeeland gör anspråk på området. Adare Glacier ligger 983 meter över havet.
Terrängen runt Adare Glacier är varierad. Trakten är obefolkad utan några samhällen i närheten.